# Gerald Edward Wade
Gerald Edward Wade (* 1896; † 1986) war ein US-amerikanischer Romanist und Hispanist.

## Leben und Werk
Wade machte 1925 den Master an der University of Wisconsin in Madison mit der Arbeit The picaresque elements of Pardo Bazan's „Pascual López“ und promovierte 1937 an der Ohio State University in Columbus mit der Arbeit (Hrsg.) Tirso de Molina, La Sancta Juanna. Primera parte.  Ab 1933  (als Hochschullehrer ab 1938) lehrte er an der University of Tennessee in Knoxville.

## Werke
- (Hrsg. mit Walter E. Stiefel [1904–1966]) Ciro Alegria, El mundo es ancho y ajeno, New York 1945
- (mit John Eugene Englekirk), Bibliografía de la novela colombiana, Mexiko 1950
- (Hrsg.) José López Rubio, Un trono para Cristy. Comedia en tres actos, New York 1960
- (Hrsg.) Edgar Neville, El baile. Comedia en tres actos, Boston 1962
- (Hrsg.) Tirso de Molina, Burlador de Sevilla y convidado de piedra, New York 1969; (mit Everett W. Hesse) Salamanca 1978
- Spain’s Golden Age Culture and the „Comedia“, in: Hispania 61, 1978, S. 832–850